# Ana Maria Resende
Ana Maria de Resende Vieira (Belo Horizonte, 19 de setembro de 1945), é uma professora e política brasileira, do estado de Minas Gerais.
Eleita para o primeiro cargo público como deputada estadual em 2002, obteve 73.431 votos, sendo a mulher eleita com maior votação no estado de Minas Gerais. Atualmente é deputada estadual, sendo vice-líder do Bloco Social Democrata na Assembleia Legislativa de Minas Gerais.